# Halobaculum gomorrense
Halobaculum gomorrense es un tipo de arquea extremadamente halófilas. Fue aislado del Mar Muerto. Las células están en forma de barra con el tipo de cepa DSM 9297.

## Otras lecturas
- Guerrero, Ricardo. "Halophiles and hypersaline environments. Current research and future trends." International Microbiology 16.1 (2013): 65-66.
- Seckbach, Joseph, ed. Enigmatic microorganisms and life in extreme environments. Vol. 1. Springer, 2003.
- Oren, Aharon. Microbiology and biogeochemistry of hypersaline environments. Vol. 5. CRC Press, 1998.
- Oren, Aharon. Halophilic microorganisms and their environments. Vol. 5. Springer, 2002.